# Оманско-узбекистанские отношения
Оманско-узбекистанские отношения — двусторонние дипломатические отношения между Оманом и Узбекистаном, установленные 22 апреля 1992 года. Посольство Омана начало работать в Ташкенте в 2010 году, а посольство Узбекистана в Маскате стало функционировать с июля 2018 года.

## История
Оман признал независимость Узбекистана в декабре 1991 года. Дипломатические отношения между Оманом и Узбекистаном были установлены 22 апреля 1992 года.
В октябре 2009 года президент Узбекистана И. А. Каримов посетил Оман — в ходе визита были подписаны 19 двусторонних документов. В 2010 году Узбекистан посетил министр иностранных дел Омана Юсуф бин Алави бин Абдулла. В 2019 году министр иностранных дел Узбекистана Абдулазиз Камилов в аэропорту Маската встретился с министром иностранных дел Омана Юсуфом бин Алави.
Посольство Омана в Ташкенте начало работать в апреле 2010 года. С июля 2018 года в Маскате стало функционировать посольство Узбекистана.

## Экономическое сотрудничество
6 августа 2014 года в Маскате министры иностранных дел Ирана, Омана, Туркменистана и Узбекистана подписали Меморандум о взаимопонимании по вступлению в силу Соглашения по созданию транспортного коридора Узбекистан — Туркменистан — Иран — Оман. По состоянию на 2020 год транспортный коридор создан не был.

## Сотрудничество в сфере культуры
9 сентября 2014 года председатель национальной канцелярии кабинета министров Омана Хамад бин Мухаммад ал-Давяни открыли выставку «Далекий и близкий Оман» в Государственном музее истории Тимуридов.
15 марта 2018 года премьер-министр Узбекистана А. Н. Арипов и министр культуры Омана Хайсам бин Тарик аль-Саид торжественно открыли новое здание Института востоковедения имени Абу Райхана Бируни, построенное при финансовой помощи Омана.

## Сотрудничество в области экстрадиции
В 2023 году из Маската в Ташкент была экстрадирована женщина, которая разыскивалась Интерполом за то, что вывозила в Объединённые Арабские Эмираты и Оман девушек для занятия проституцией.

## Послы Омана в Узбекистане
- Мухаммад бин Саид бин Мухаммад аль-Лавати (верительная грамота принята президентом Узбекистана И. А. Каримовым 18 октября 2012 года)[8].

## Послы Узбекистана в Омане
- Анвар Абдухалимов (2018—2021)[9];
- Абдусалом Хатамов (прибыл в Маскат 4 февраля 2024 года)[9].